# Gnypeta sellmani

Gnypeta sellmani  (лат.) — вид коротконадкрылых жуков из подсемейства Aleocharinae. Северная Америка.

## Распространение
Голарктика. Европа (Норвегия, сев.-зап. Россия, Финляндия, Швеция). Канада (Квебек, Манитоба, Саскачеван, Северо-Западные Территории, Юкон), США (Аляска). На высотах от 66 до 1333 м.

## Описание
Мелкие коротконадкрылые жуки, длина тела 3,0—3,4 мм. Основная окраска тёмно-коричневая до чёрной (иногда центральная часть надкрылий и лапки красновато-коричневые). Опушение желтовато-серое, длинное и плотное. Ширина пронотума на 1/4 меньше чем ширина надкрылий, по длине они одинаковые. 4—6-й членики усиков вытянутые, а 7—9-й членики равной длины и ширины или поперечные. Усики 11-члениковые. Передние лапки 4-члениковые, средние и задние лапки 5-члениковые (формула 4-5-5). Тело тонко пунктированное, блестящее.
Взрослые особи отмечены во мху на берегу реки. Активны с июня по август. Вид был впервые описан в 1894 году по материалам из Швеции, а его валидный статус был подтверждён в ходе ревизии, проведённой в 2008 году канадскими энтомологами Яном Климашевским (Jan Klimaszewski; Laurentian Forestry Centre, Онтарио, Канада) и Реджинальдом Уэбстером.